# HD 115310
HD 115310，又名CD-3010457，SAO 204312、HR 5006，是一颗半人馬座的恒星，视星等为5.1，位于銀經309.26，銀緯31.05，其B1900.0坐标为赤經13h 11m 19.7s，赤緯-30° 31.05′ 37″。